# Dulovo, Slovacia
Dulovo este o comună slovacă, aflată în districtul Rimavská Sobota din regiunea Banská Bystrica. Localitatea se află la altitudinea de 178 m deasupra n.m., se întinde pe o suprafață de 4,43 km2 și în 2017 număra 259 de locuitori.

## Istoric
Localitatea Dulovo este atestată documentar din 1455.

## Demografie
| An:                | 1994 | 2004    | 2014   | 2024    |
| ------------------ | ---- | ------- | ------ | ------- |
| Număr de persoane: | 166  | 204     | 216    | 272     |
| Diferență:         |      | +22,89% | +5,88% | +25,92% |

| An:                | 2023 | 2024   |
| ------------------ | ---- | ------ |
| Număr de persoane: | 271  | 272    |
| Diferență:         |      | +0,36% |